# Дюденские водопады
Дюде́нские водопа́ды (тур. Düden Şelalesi) — каскад водопадов в черте города Антальи, провинция Анталья, Турция. Каскад формируется рекой Дюден — одной из рек на юге Анатолии.

## География и гидрология
Дюденские водопады являются частью карстовой системы. Верхний Дюденский водопад (также известный как Водопад Александра Македонского) располагается в северо-восточной части города Анталия, а Нижний Дюденский водопад (другое название Карпузкалдыран (тур. Karpuzkaldıran)) — в её восточной части. Истоком реки Дюден является серия карстовых источников, объединённых под названиями Кыркгёзлер (тур. Kırkgözler) и Пынарбашы (тур. Pınarbaşı), которые находятся в районе 28-го и 30-го километров старой дороги Анталия—Бурдур. Их воды собираюся в один поток и направляются по каналам к турбинам каскада гидроэлектростанций Кепез 2 (6 МВт) и Кепез 1 (26,4 МВт), а затем по искусственному каналу, проходящему через город с запада на восток, достигают места, называемого Дюденбаши. Там берёт начало старое русло реки и расположен Верхний Дюденский водопад. До постройки первой гидроэлектростанции в 1962 году естественное русло реки частично проходило под землёй на протяжении 14 км. Подземная часть начиналась карстовой воронкой Быйыклы (тур. Bıyıklı), располагающейся недалеко от источников, расход воды в этом месте в период половодья достигает 30 м³/с. Далее река появлялась на поверхность в Варсакской (тур. Varsak) впадине и после короткого течения на поверхности поток опять уходила под землю, протекала там 3 км и выходила снова на поверхность в Дюденбаши. На 13 километров ниже по течению расположен Нижний Дюденский водопад, где вода падает с высоты 40 метров прямо в Средиземное море.

## Туризм
К водопадам организованы экскурсии. Вход в парк при верхнем водопаде платный, доступ в парк при нижнем водопаде свободный. В парках оборудованы места для наблюдения живописных панорам, а также расположены рестораны и кафе. Старое карстовое русло верхнего водопада оформлено в виде пещер. Солнце и образующаяся водная взвесь нижнего водопада образуют красивую радугу в определённое время дня. Наилучший вид на нижний водопад открывается с моря, туристические корабли отправляются из порта в старом городе Антальи. Осенью 2015 года нижний водопад оборудовали обновлённой системой подсветки, что позволяет любоваться им в ночное время.

## Фотогалерея

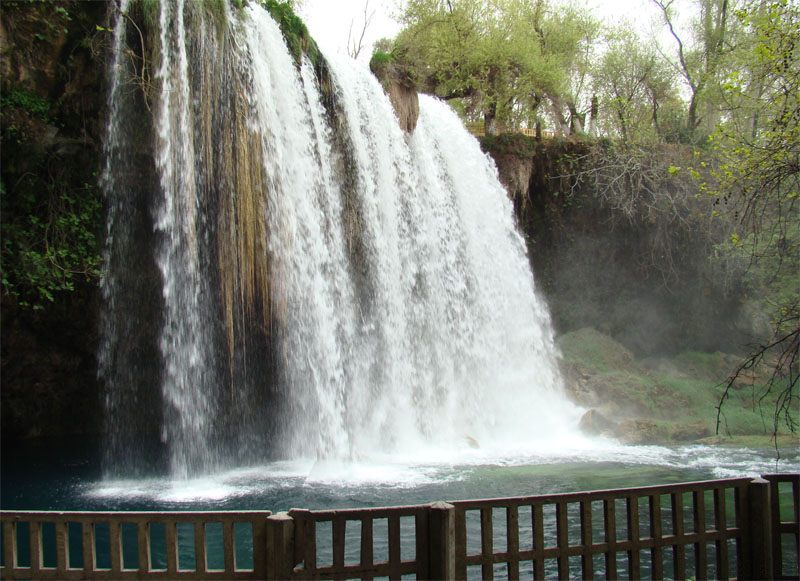
Верхний Дюденский водопад
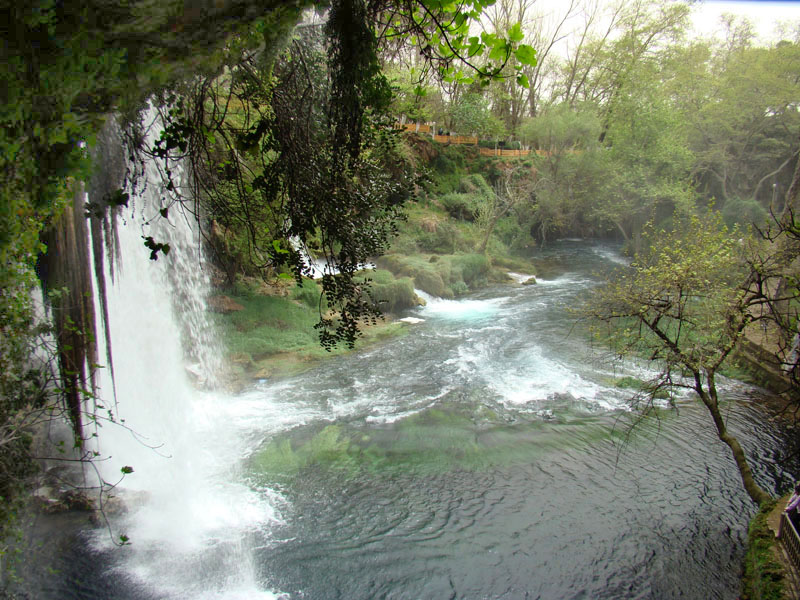
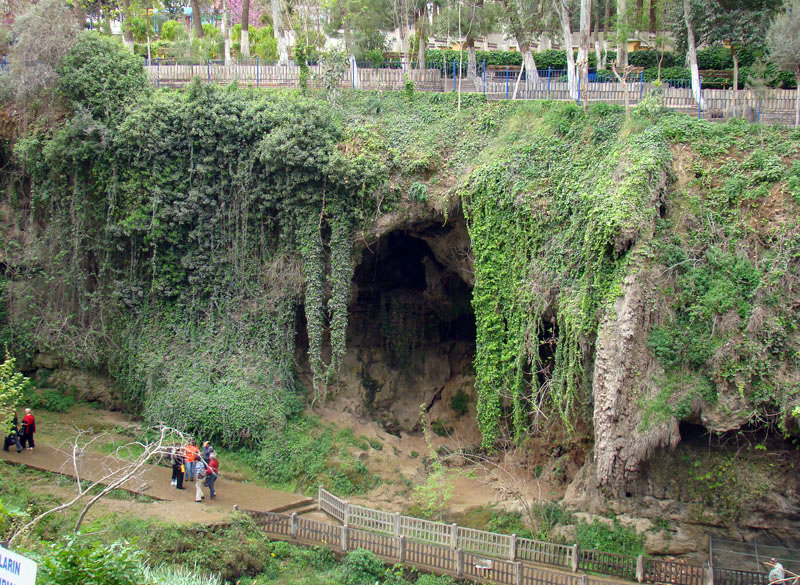
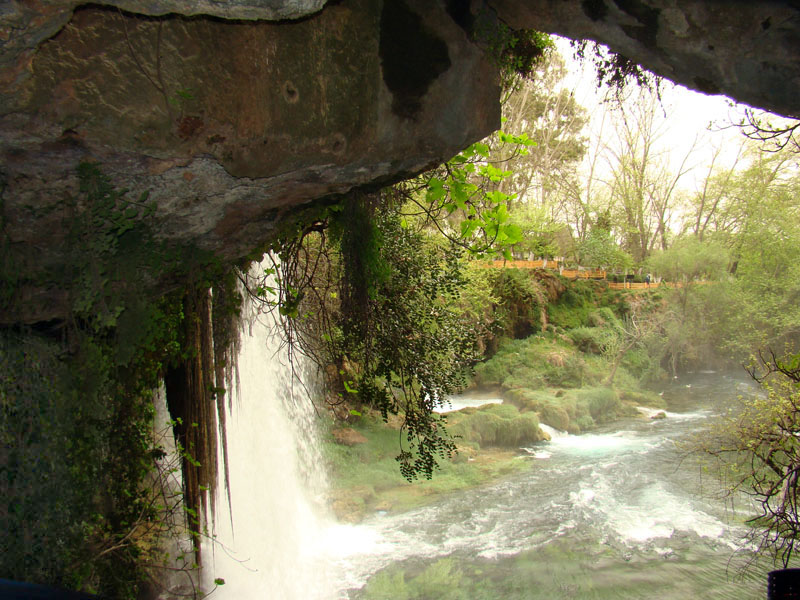
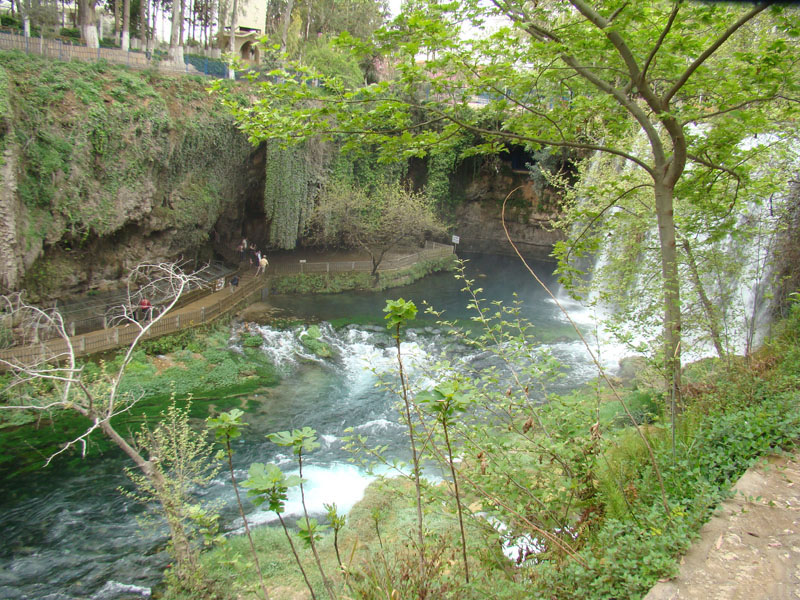
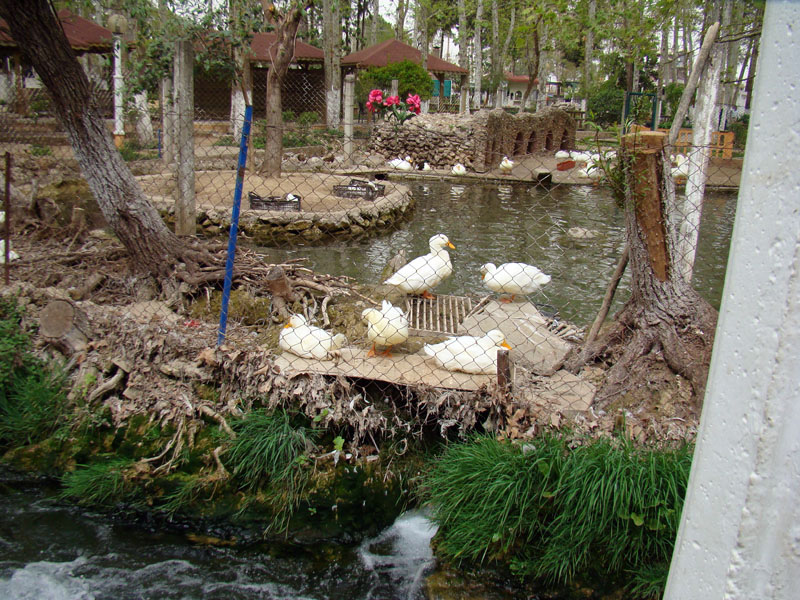
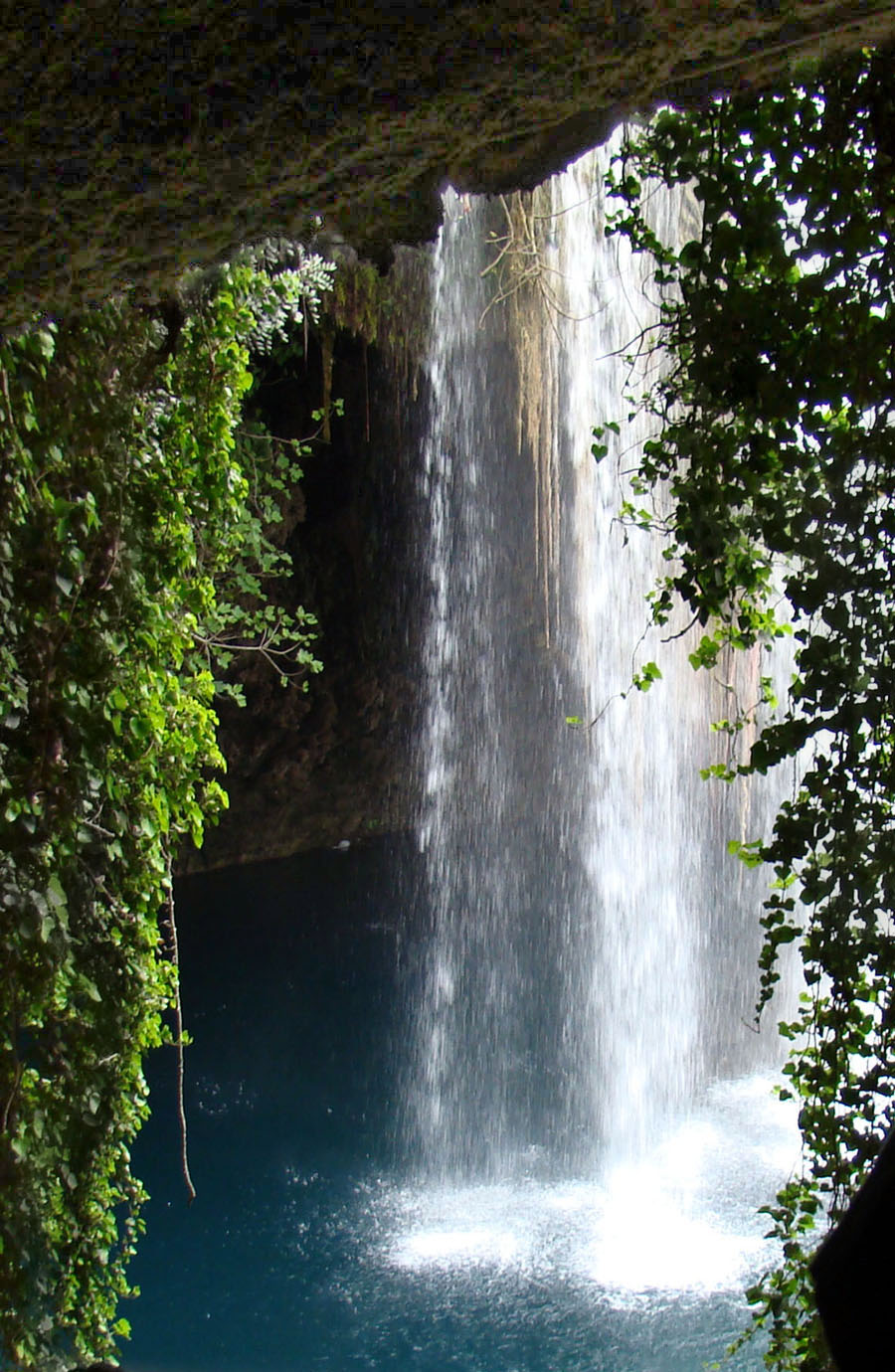
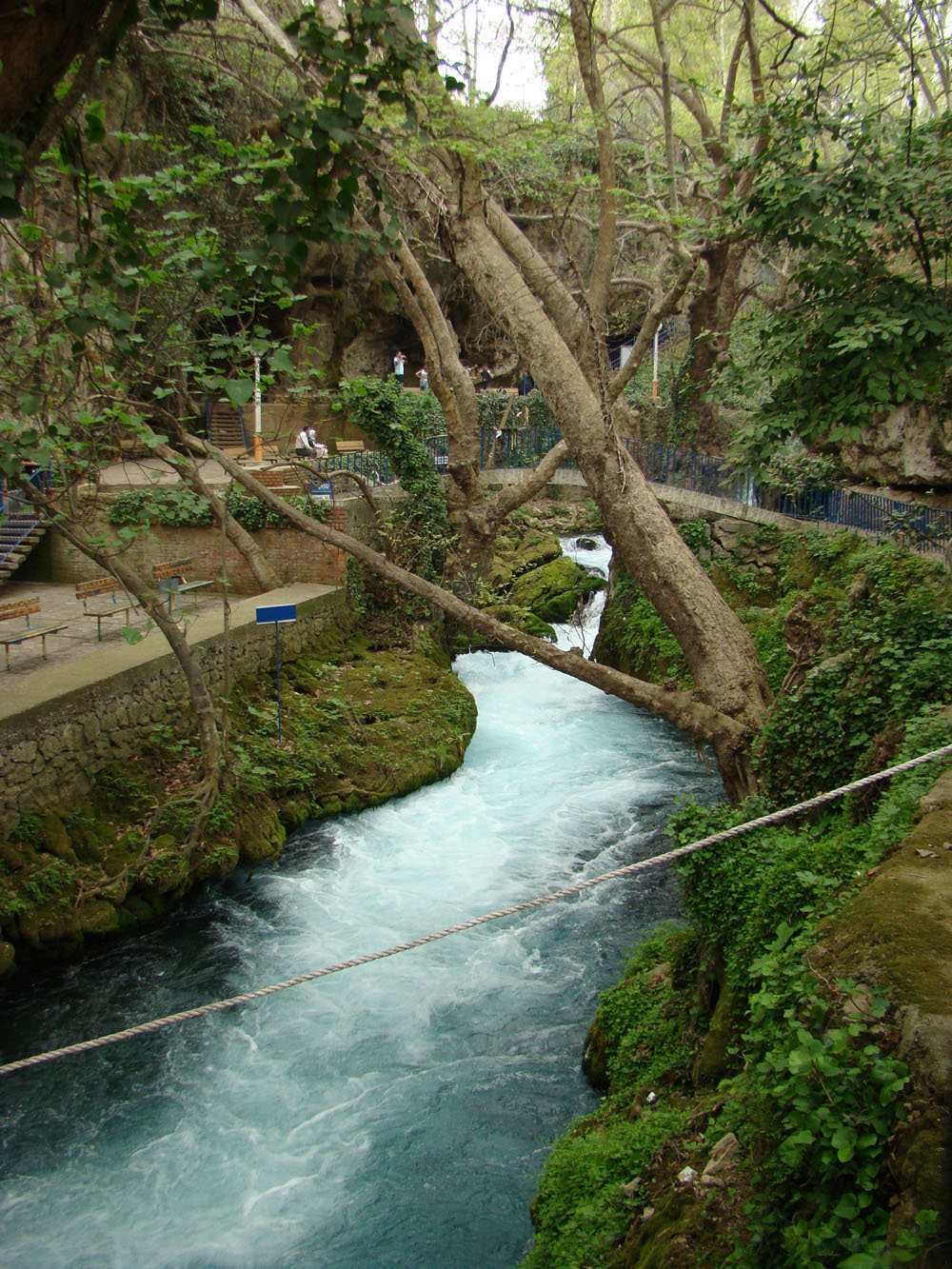
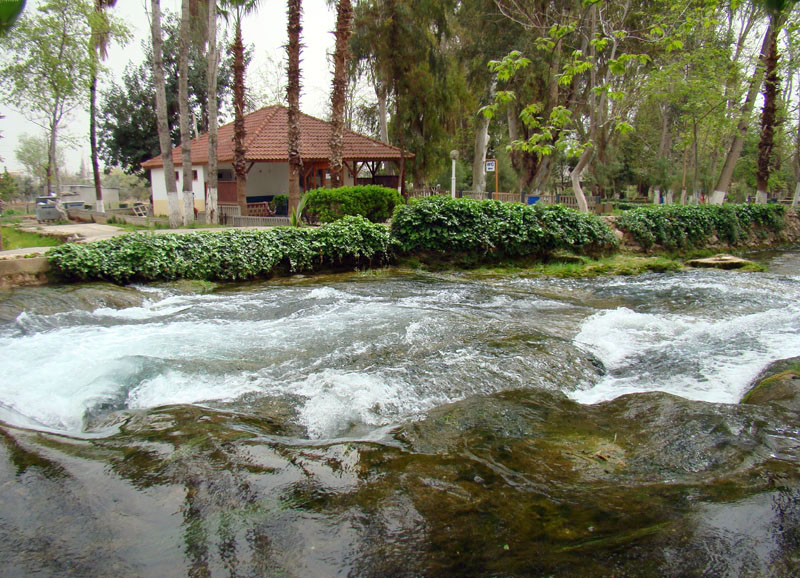